# Martin Štěpánek (aktor)
 Martin Štěpánek  (ur. 11 stycznia 1947 w Pradze, zm. 16 września 2010 tamże) − czeski aktor i dziennikarz, minister kultury w latach 2006–2007.

## Życiorys
Syn Zdeňka Štěpánka oraz brat Jany Štěpánkowej, Petra Štěpánka i Kristiny Tabery. W 1969 ukończył DAMU, wydział teatralny Akademii Sztuk Scenicznych w Pradze.
W latach 1969–1973 członek zespołu Teatru Narodowego, od 1973 do 1976 w zespole aktorskim Činoherní klub, w latach 1977–1981 grał w Teatrze na Vinohradach. Był aktorem jednocześnie charakterystycznym i komediowym. Występował w przedstawieniach teatralnych na podstawie dzieł Josefa Kajetána Tyla, Juliusa Zeyera, Williama Shakespeare’a, Augusta Strindberga i Fiodora Dostojewskiego.
W 1981 emigrował do Austrii, następnie do RFN, gdzie od 1983 był spikerem, moderatorem i redaktorem radiostacji Radio Wolna Europa, z którą się przeprowadził w 1994 do Pragi. Pracował w niej aż do końca sekcji czeskiej w 2002. Powrócił w międzyczasie do pracy aktorskiej, m.in. w Teatrze na Vinohradach. Zajmował się również działalnością publicystyczną, był dziennikarzem rozgłośni radiowej Český rozhlas.
Od września 2006 do stycznia 2007 sprawował urząd ministra kultury w pierwszym rządzie Mirka Topolánka.
16 września 2010 popełnił samobójstwo.

## Filmografia
- Obžalovaný (1964)
- Alibi na vodě (1965)
- Každý mladý muž (1965)
- Svatá hříšnice (1970)
- Trup w każdej szafie (1970)
- Tajemství velkého vypravěče (1971)
- Sokołowo (1974)
- Tajemství proutěného košíku (1977)
- Rukojmí v Bella Vista (1979) − odcinek serialu Trzydzieści przypadków majora Zemana
- Pasáž (1996)
- Na lavici obžalovaných justice (1998)
- Královský slib (2001)